# Усть-Нагалы
Усть-Нагалы — озеро в Гаринском городском округе Свердловской области, Россия.

## Географическое положение
Озеро Усть-Нагалы расположено в 26 километрах к северу-северо-востоку от посёлка Новый Вагиль, вытекающая река — Вагиль (левый приток реки Тавда), впадающая река — Тыня. Озеро площадью — 2,7 км², с уровнем воды 62,8 метра над уровнем моря. Вытянуто с запада на осток на 6,5 км при ширине 300—500 м. Озеро соединено проливом с озером Большой Вагильский Туман, образуя с ним единую систему.

## Описание
Берега покрыты лесом. В озере водится щука, карась, окунь.